# 鹿児島県道2号加世田日吉自転車道線

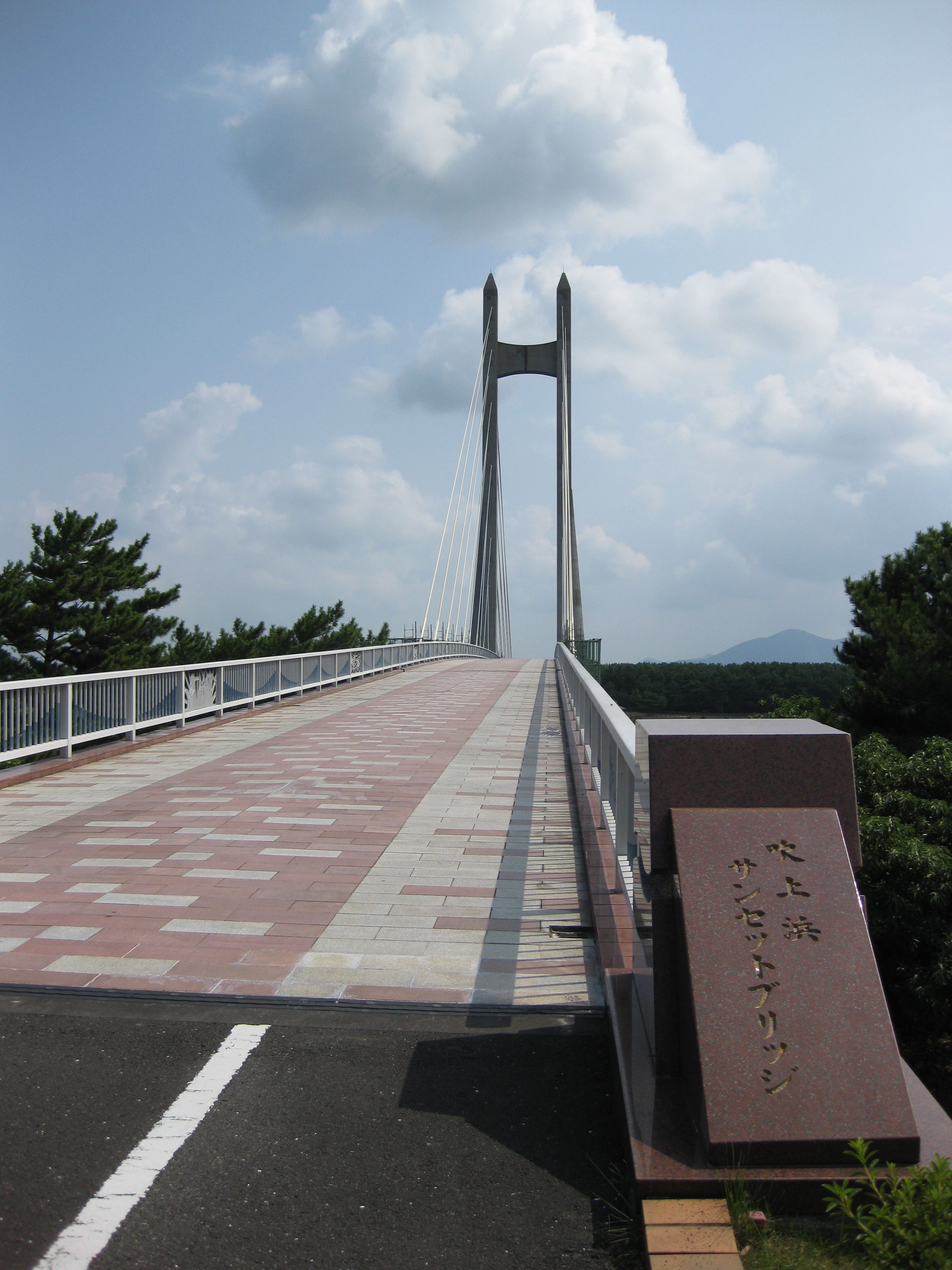
吹上浜海浜公園内にあるサンセットブリッジ

鹿児島県道2号加世田日吉自転車道線（かごしまけんどう2ごう かせだひよしじてんしゃどうせん）は鹿児島県南さつま市加世田から同県日置市日吉町日置に至る一般県道である。別名、吹上浜サイクリングロード、吹上浜砂丘自転車道。大規模自転車道整備事業の一環として整備された。
1988年（昭和63年）3月28日に県道の路線として認定された。鹿児島県の「県道路線認定一覧表」における路線番号（自転車道）は2である。

## 概要
県道路線の大半部分は吹上浜の防砂林内を縦断するルートとなっているが、吹上浜海浜公園敷地内のサイクリングロードのうち吹上砂丘入口から吹上浜サンセットブリッジを経て、県立南薩少年自然の家までの区間も県道の路線となっている。また、日置市日吉町吉利の吉利駅跡から同市吹上町今田の薩摩湖駅跡付近までの区間はかつての鹿児島交通枕崎線の線路跡を使用している。
管理は鹿児島県（日置市内は鹿児島地域振興局、南さつま市内は南薩地域振興局）が行っている。
自転車道内に県道の路線番号標識はないが、「とまれ」の道路標識の補助標識として地名と共に「加世田日吉自転車道線」と書かれた標識が設置されている。

## 路線データ
- 始点:鹿児島県南さつま市加世田
- 終点:日置市日吉町日置
- 総距離:24.1Km
- 管理者:鹿児島県

## 沿革
- 1984年（昭和59年） - 鹿児島交通枕崎線の全線が廃止される。
- 1987年（昭和62年） - 自転車専用道路として着手。
- 1988年（昭和63年）3月28日 - 鹿児島県告示586号により加世田日吉自転車道線として県道の路線として認定される[2]。
- 1993年（平成5年） - サンセットブリッジが竣工[4]。
- 2001年（平成13年） - 整備完了。

## 沿線
- 吉利休憩所（吉利駅跡地）
- かめまる館（サイクリングポート）
- 永吉休憩所（永吉駅跡地）
- 吹上浜公園（日置市吹上町中原）
- 国民宿舎吹上砂丘荘 - 2025年に市直営国民宿舎としての営業を終了[5]
- 薩摩湖
- 入来浜
- 南薩少年自然の家
- 吹上浜海浜公園

## ギャラリー

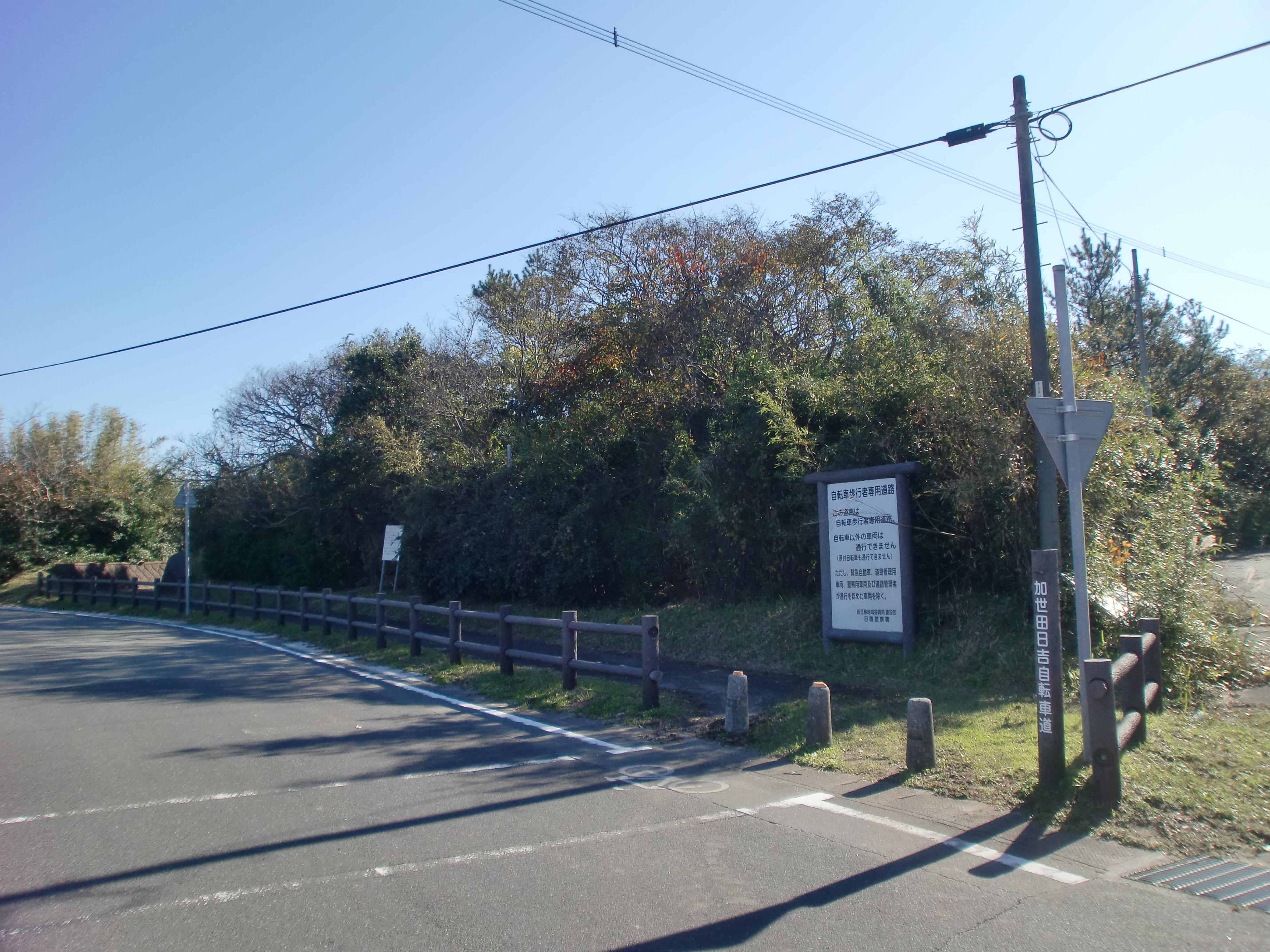
入来浜付近（加世田方面）
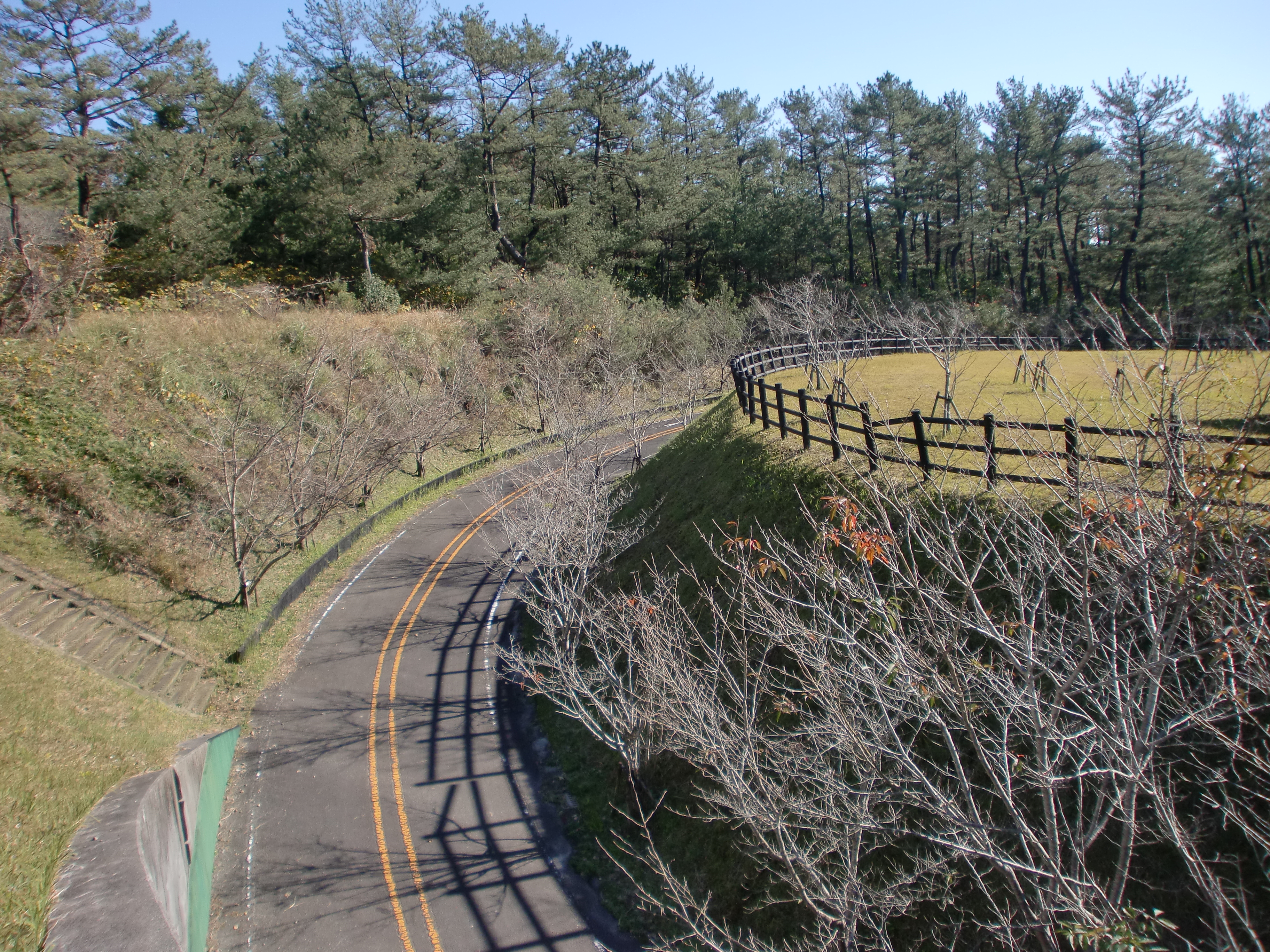
吹上地域にあるループ
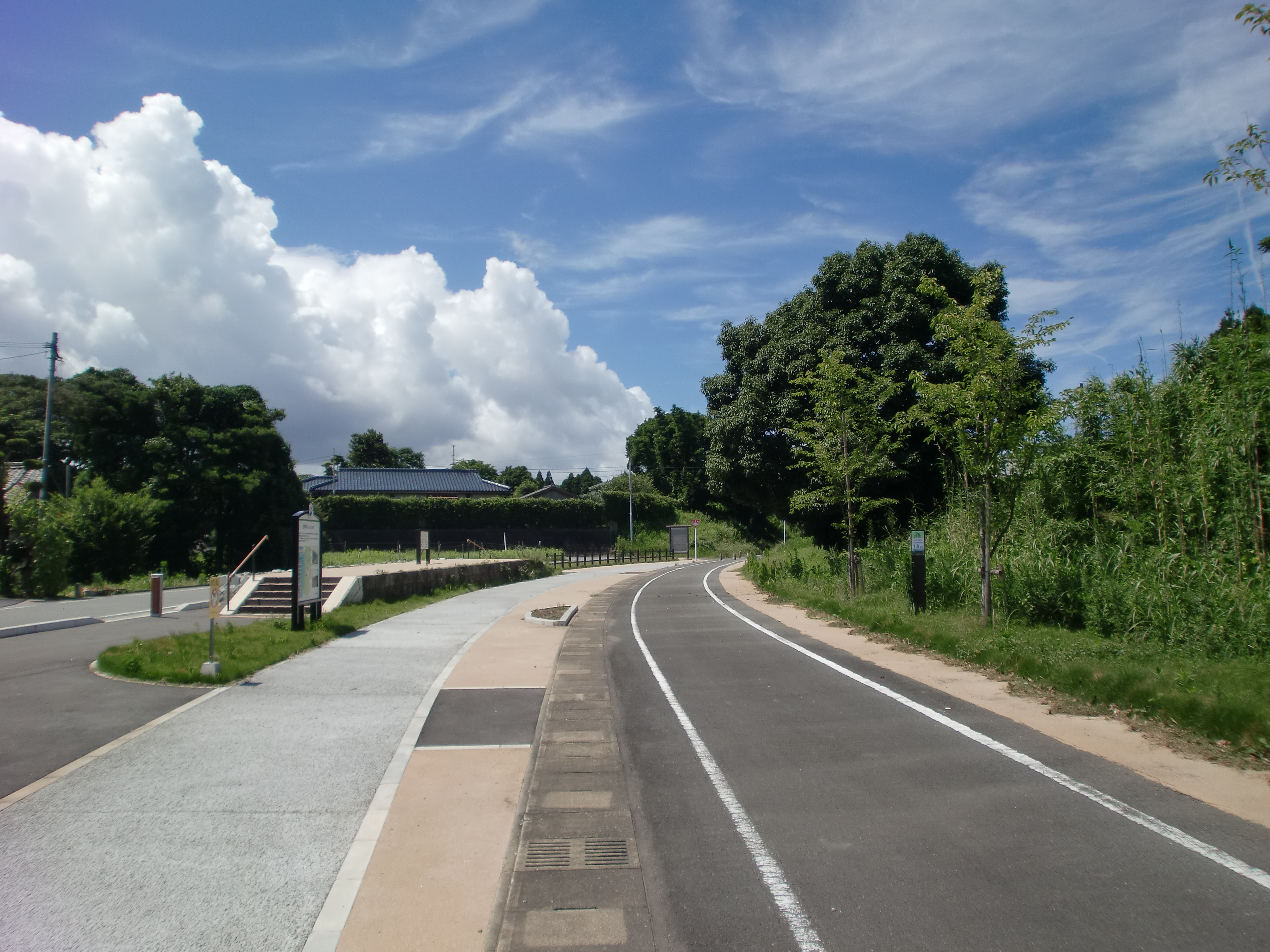
吉利休憩所（吉利駅跡）
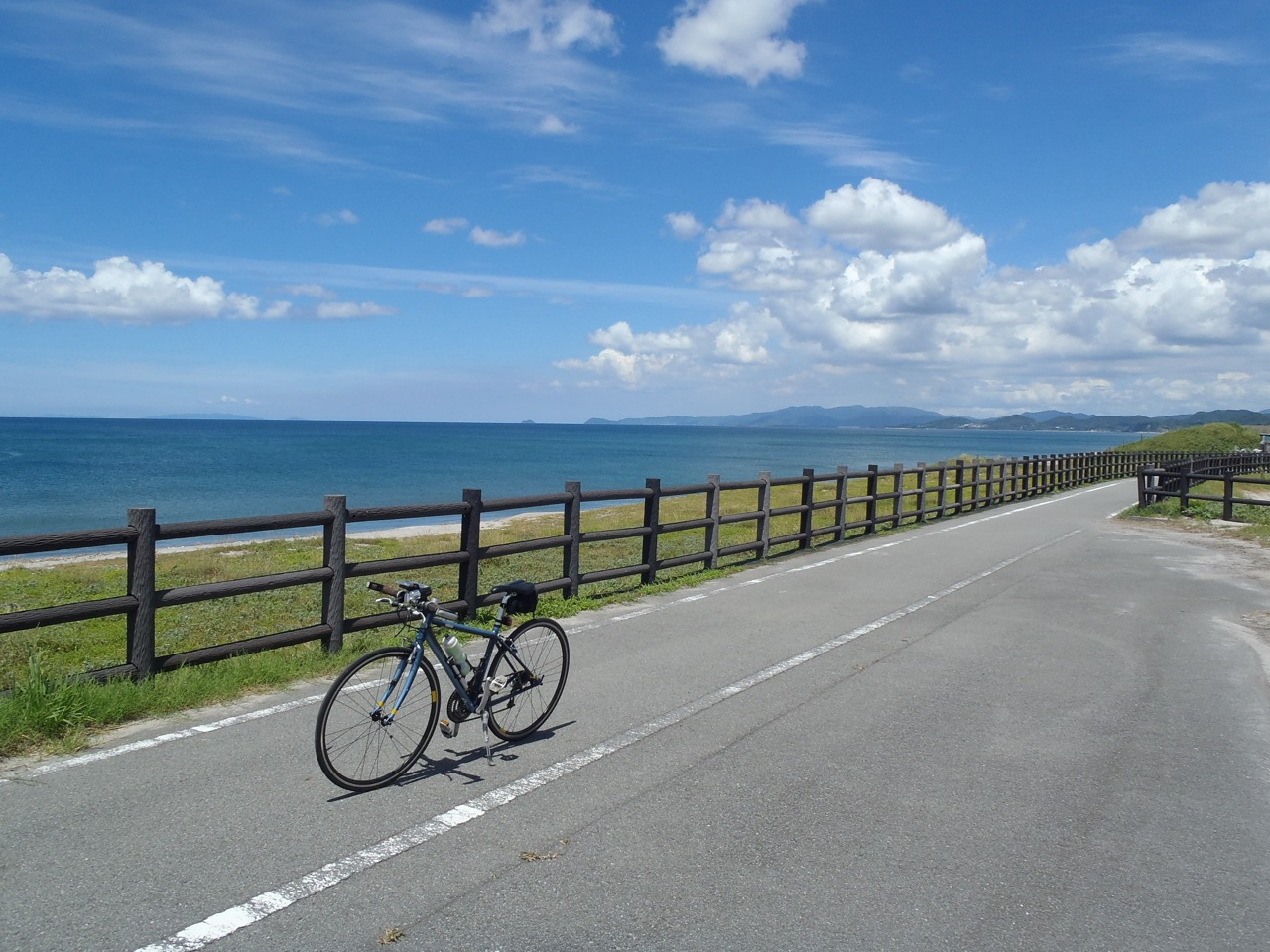
東シナ海沿岸
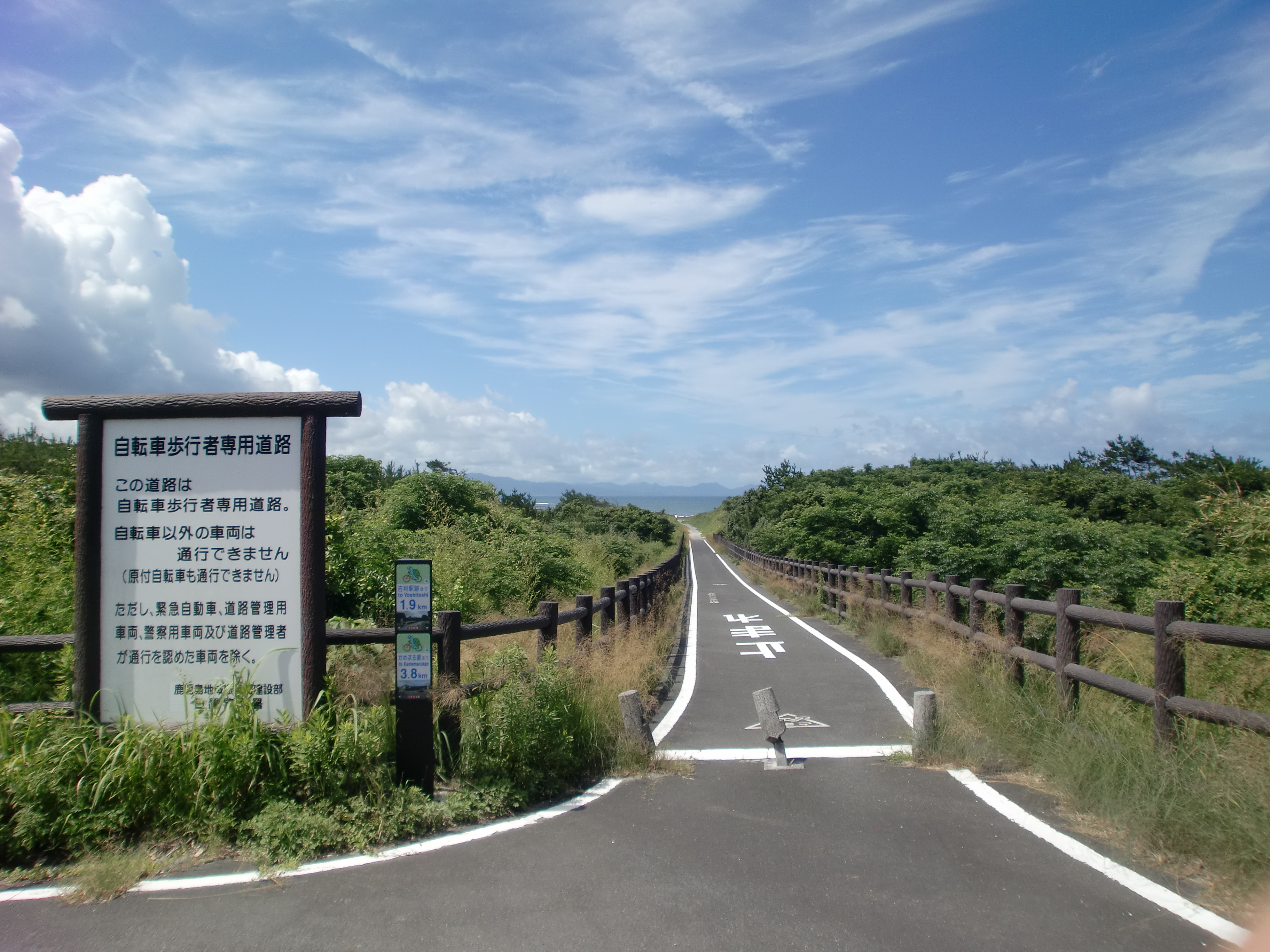
終点（日置市日吉町日置）

## 交差する道路
- 国道226号（南さつま市加世田小湊）
- 国道270号（日置市日吉町吉利）

## 通過する自治体
- 鹿児島県
  - 日置市
  - 南さつま市